# Blood Lad
Blood Lad (jap. ブラッドラッド, Buraddo Raddo) ist ein japanischer Manga von Yūki Kodama, der von 2009 bis 2016 erschien. Er wurde 2013 auch als Anime-Serie und Roman adaptiert.

## Handlung
Protagonist der Handlung ist der jugendliche Vampir Staz Charly Blood (ブラッド・チャーリー・スタズ, Buraddo Chārī Sutazu), der in der Dämonenwelt lebt und als Bandenboss über den östlichen Teil herrscht. Da er begeisterter Fan von japanischen Animes und Mangas ist, wird für ihn ein Traum wahr, als ihm seine Untergeordneten mitteilen, dass sie ein menschliches, japanisches Mädchen namens Fuyumi Yanagi (柳 冬実) aufgegriffen haben. Sein Glück währt allerdings nur kurz, da während seiner Abwesenheit eine fleischfressende Pflanze eines Herausforderers in sein Zimmer schleicht und Fuyumi auffrisst. Fuyumi existiert nun als Geist, wodurch sie ihren Charme für ihn verliert. Dennoch verspricht er ihr, einen Weg zu finden, sie wiederzubeleben.
Sie erzählt ihm, dass sie auf eine Tür mit einem schwarzen Vorhang traf, durch den sie in die Dämonenwelt gelangte. Später begegnen sie Hydrabell (ハイドラベル, Haidoraberu), die die Fähigkeit hat, mittels Rahmen jeder Art den Raum zu manipulieren, bzw. den von einem Rahmen umfassten Raum zu einem anderen Ort führen zu lassen. Sie erzählt, dass die Tür mit dem schwarzen Vorhang ihr gehöre, ihr jedoch gestohlen wurde, bzw. die zugrundeliegende Magie kopiert wurde. Sie ist daher auf der Suche nach dem Täter, da sie meint, einen derartig starken Dämon heiraten zu müssen. Sie erzählt ihm, dass sein Kindheitsfreund und Bandenboss über die westliche Dämonenwelt, der Halb-Werwolf Wolf (ウルフ, Urufu), in Besitz eines Buches zur Wiederbelebung sei, um beide dazu zu bringen, gegeneinander zu kämpfen, um Staz zu testen. Tatsächlich besitzt sie das Buch, welches jedoch nicht lesbar ist. Der Autor stellt sich als Staz’ älterer Bruder, Vlad D. Blood (ブラッド・D・ブラッズ, Buraddo D Burazzu), heraus, vor dem er jedoch Angst hat, da dieser mit ihm als Kind experimentiert und ihm dann mit einem Schuss ins Herz einen Großteil seiner Kräfte versiegelt hatte. Bell fängt daraufhin an, sich in ihn zu verlieben. Bell bringt ihn zur fliegenden Stadt, wo die hochrangigen Dämonen leben, wobei er auf seine kleine Schwester Liz T. Blood (ブラッド・T・リズ, Buraddo T Rizu) trifft. Diese greift ihn an, weil er eine Familienschande sei, da er weglief, obwohl er von seinem Bruder gut behandelt worden war. Als Verantwortliche für das Gefängnis der Dämonenwelt verbannt sie Staz deswegen dorthin. Zur gleichen Zeit beginnt Fuyumis Existenz zu verblassen, weswegen Wolf sie zu Dr. Franken Stein bringt. Als Vlad das Gefängnis besucht, stellt sich heraus, dass Liz tatsächlich wütend auf ihn ist, weil sie einsam ist, seit er wegging, und Vlad immer beschäftigt ist.
Für seine Hilfe, Fuyumi wiederzubeleben, bittet Vlad Staz, den aus mehreren Dämonen zusammengeflickten künstlichen Dämon Akim (アキム), den Franken Stein erschaffen hatte, zu beseitigen, während Stein dasselbe von Wolf erbittet. Vlad erzählt Staz, dass er damals seine Kräfte versiegelte, da sein damaliger Körper diesen nicht gewachsen war, und entfernt die Kugel aus Staz’ Herzen.  Nachdem Staz Akim besiegt hat,  fragt Bell Stein, woher er die Dämonenteile hat, da Akim dieselbe Raummagie wie sie anwenden konnte, und erkennt, dass es Überbleibsel des Diebes waren, den sie suchte. Vlad erscheint mit Liz und lässt Stein und Akim ins Gefängnis werfen. Liz bleibt bei Staz, versöhnt sich mit ihm und freundet sich mit Fuyumi an.  Kurz darauf wird Fuyumi entführt. Es stellt sich zudem heraus, dass Vlad Franken die Körperteile geschickt hat, damit er diesen für sich in einem Geheimlabor im Gefängnis arbeiten lassen kann. Als Liz zurückkehrt, wird sie von Inspektorin Velos (べロス巡査, Beros junsa) empfangen, da sie den Auftrag hat, Vlad zu verhaften und vor Daddy Wolf zu bringen, der einst ihre Eltern umbrachte und zum neuen König der Dämonen wurde.
Bell kann den Entführer von Fuyumi stellen, der sich als ihr Bruder Hydranell entpuppt, und als sie erfährt, dass er im Auftrag ihrer Mutter handelt, hilft sie ihm. Schließlich kommt es zum Kampf zwischen ihr und Staz, den er durch Glück für sich entscheiden kann. Daddy Wolf konfrontiert Vlad damit, dass sein Geheimagent Pantomime verschwunden ist, und Vlad gesteht, dass Akim aus der Leiche Pantomimes geschaffen wurde und seine Kriegserklärung an ihn sei, und er ihn vom Thron stürzen und durch jemanden anderen ersetzen werde. Der König stellt ihm daraufhin ein Ultimatum von drei Tagen, ihm diese Person zu bringen. Anschließend flieht Vlad aus dem Palast. Bells und Nells Mutter Lady Neyn (ネイン, Nein) erklärt, warum sie Fuyumi hat entführen lassen. Dämonen und Menschen besitzen jeweils einen Doppelgänger in der anderen Welt, und wenn beide sich begegnen, verschmelzen diese miteinander. Als sie der Menschenwelt einen Besuch abstattete, traf sie auf Fuyumis Mutter, ihren Doppelgänger, und beide verschmolzen zu ihrer jetzigen Person. Aus diesem Grund ist sie auch die Mutter von Fuyumi und diese wiederum die Schwester von Bell. Staz trifft auf Bells Vater Hydraheads, dessen wahre Form eine Hydra ist und von dem sie ihre Raummagie geerbt hat. Während Neyn möchte, dass Fuyumi bei ihr bleibt, will er, dass dies Fuyumi entscheiden soll und dass Staz sie beschützt, falls sie sich entschließen sollte zu gehen. Heads erzählt Neyn, dass Fuyumis Anwesenheit hier seine Schuld sei, da er bei einer königlichen Audienz einst seine Fähigkeiten zeigte, die der König dann von Pantomimen kopieren ließ. Da Neyn Fuyumi nicht ziehen lassen will, heuert sie auf Vampire spezialisierte Attentäter an.
Als Bell erfährt, dass ihre Familie Staz und Fuyumi einfach so hat gehenlassen, tritt sie ihrem Bruder in den Schritt, um sich zu beruhigen, und setzt sich in die Menschenwelt ab. Staz gibt Fuyumi in der Zwischenzeit wieder Blut und erklärt ihr, warum er immer bis kurz vor knapp damit wartet. Wenn er ihr immer etwas geben würde, würde ihr Verbrauch steigen und sie wäre bald nicht mehr in der Lage, auch nur einen Schritt ohne sein Blut zu tun. Sie setzen ihren Weg zur Welt des Ruhms (Im Anime Dämonenweltakropolis) fort, wobei sie auf Siam den Anführer von Team Fearless treffen, welcher sich als Katze getarnt hat. Es gelingt ihm, einige von Staz Haaren zu erbeuten und zu schlucken. Er offenbart sich selbst und sein Team (Der berüchtigte: Sam, Die Schöne: Jasmin, Der Intellektuelle: Roy, Der Starke: Land und der Anführer Siam) greift ein. Staz nimmt die Vampirjäger zuerst nicht ernst, bis Siam ihm offenbart, dass er mit seiner Magie Reader in der Lage ist, die Angriffe von Staz vorherzusehen und mit Roys Magie Chatroom telepathisch an seine Teamkollegen zu übermitteln. Es gelingt den Vampirjägern, Fuyumi zu entführen, sie in Land’s hohlen Körper zu verstecken und Staz mit Silberwaffen zu verwunden. Als Staz merkt, dass Fuyumi weg ist und die Vampirjäger verschwunden sind, merkt er auch, dass seine Heilungsfähigkeit durch das Silber auf ein Minimum reduziert wurde und er so tatsächlich sterben könnte. Als er sich Vorwürfe macht und sich fragt, warum er eigentlich ein Dark Hero ist, greifen ihn Sam und Jasmin erneut mit Silberpfeilen und einem Katana aus Silber an. Der schwer verwundete Staz hört den Schuss aus Fuyumis vermeintlicher Spielzeugpistole, die er ihr zuvor gekauft hatte, um ihr Cowgirloutfit zu vervollständigen. Die Kugel durchstieß auf ihrem Weg den Kopf von Land und knockte ihn so aus. Staz macht sich mit voller Geschwindigkeit auf den Weg zum Versteck der Vampirjäger in einem Haus in der Nähe und stellt dort Siam. Jasmin und Sam durchstoßen ihn dann von hinten mit ihren Silberwaffen und glauben, den Sieg in der Tasche zu haben. Staz erklärt dann, dass er erkannt hat, dass seine Magie nicht dazu da ist, Dinge zu zerstören, sondern, dass was ihm wichtig ist für immer festzuhalten. Er hält daraufhin Sam und Jasmin fest und erklärt, dass er auch erkannt hat, dass er sterben wird wenn er nicht bald Magie bekommt. Er benutzt seine Magie, um Sam und Jasmin die Magie auszusaugen, ohne sie anzufassen. Er bedroht daraufhin Siam, welcher nicht nur Fuyumi freilässt, sondern bringt beide mit dem Luftschiff seines Teams zur Welt des Ruhms. Mit an Bord sind auch die geschwächten Sam und Jasmin.
Staz erklärt Fuyumi, dass er es wohl schaffen würde, in die Welt des Ruhmes zu kommen, da er zu den adligen Dämonen gehört, die dort leben. Aber da Fuyumi ein Geist, der niederste Dämon von allen, ist, bleibt ihnen keine andere Wahl als unbefugtes Eindringen. Roy gibt Staz ein paar neue Schuhe und sagt ihm, dass er mit diesen Schuhen fliegen kann, was allerdings gelogen ist, da er und der Rest des Teams nicht erwarten, dass es Staz mit einem Sprung bis zur Welt des Ruhmes schafft. Staz und Fuyumi gelingt es, die Welt des Ruhmes zu betreten, wobei Staz Right Hand Crab bewusstlos schlägt.
In der Zwischenzeit triff Bell in der Menschenweltfiliale von ONIQLO ein und trifft dort auf Wolf, welcher von seinem Vater Daddy Wolf einen geheimen Auftrag bekommen hat. Bell hilft ihm, da Wolf nicht weiß, wo genau er suchen soll, und nur einen schlechten Orientierungssinn hat. Bell lässt Wolf zuerst in die Irre laufen, da eine der Karten, die er hat, die gesamte Kantō-Region als Suchgebiet ausweist. Deprimiert über seinen Irrgang, erzählt Wolf Bell, dass er eine Frau namens Katy sucht, von der er nur ein Jugendfoto hat und welche auch seine Mutter ist. Er gibt Bell die genauere Karte, die er hat, auf der Katys Arbeitsplatz (eine Schule) eingezeichnet ist. Mit ihrer Raummagie bringt sie sie in das Zielgebiet und Wolf sieht, wie seine Mutter gerade die letzten Schüler aus der Schule scheucht und das Tor abschließt, obwohl sie nicht mehr wie auf dem Foto aussieht. Als sich die beiden sehen, begrüßen sie sich überaus rüpelhaft. In Katys Wohnung ist diese allerdings sehr froh, dass ihr Sohn sie besucht, und hält Bell für dessen Freundin. Katy sagt den beiden, dass sie wisse, weshalb Daddy Wolf sie will, weil er ihre besondere Kraft benötigt. Sie verrät nicht, wofür, weil sie Bell und Wolf mitteilt, dass sie diese Kraft nicht mehr besitze, weil sie ihre Magiekraft für die Lebenserhaltung braucht und damit zufrieden ist, Englisch zu unterrichten. Wolf soll aber nicht ohne sie zurück und sagt, dass er ihre Kraft geerbt hat. Katy bietet ihm dann an, ihren Platz einzunehmen und ihm zu zeigen, wie er die Kraft, die er von ihr geerbt hat, benutzt. Die Kraft ist es, die seine Transformation auf drei Minuten begrenzt.
In der Welt des Ruhms schleichen Staz und Fuyumi als Büsche verkleidet durch die Gegend, während Liz von Kommissar Goyle und Inspektorin Velos betreut wird, indem Velos ihr ein Reisomelett macht. Als Golye versucht zu verhindern, dass Velos Liz einfach mit zu sich nachhause nimmt, bekommt er die Info, dass Right Hand Crab besiegt wurde, und nimmt den auf Minigröße geschrumpften Angry mit, welcher dann auf seine normale Größe anwächst. In der Zwischenzeit beschließt Staz mit Fuyumi in den Untergrund zu gehen, was sich als die Höhle des Ruhms herausstellt, welche ein unterirdisches Einkaufszentrum ist, welches Staz als Kind immer heimlich erkundet hat. Dort angekommen haben die beiden eine Art Date und Staz will gegen Ende unbedingt zu einem bestimmten Ort, zu dem er als Kind nie hingegangen ist und vergessen hat wieso. Goyle hat währenddessen mit Right Hand Crab geredet und ist nun auf die beiden Unbekannten wütend, die ihn besiegten. Mit Angry ist er nämlich in der Lage, die Täter aufzuspüren, auch wenn er sie nie gesehen hat oder ihre Namen kennt, da Angry selbst Unbekannte finden kann, wenn Goyle nur wütend auf sie ist. In der Höhle des Ruhms ist Angry allerdings abgelenkt, da Goyle sich ein wenig beruhigt hat und eine Statue gesehen hat, die er gerne kaufen würde, aber nicht braucht. Er beschließt sie zu kaufen. Der Laden Kotobuki, wo es die Statue gibt, ist der gleiche Laden, der vor dem Bereich, in den Staz will.
In der Zwischenzeit machen Franken und Vlad große Fortschritte mit ihrem Projekt. Mit Staz’ Magie, die Vlad aus Fuyumis Magieprobe extrahierte, und Akims Herz sind sie dabei, einen toten Körper wiederzubeleben. Die Magieanzeige steigt dabei stetig, bis sie einen Wert von 36.400 Organs erreicht (Organs ist die Einheit der Magie, am ehesten mit der Kampfkraft aus Dragonball zu vergleichen), was Franken sehr wundert, da Vlad ihm sagte, die Anzeige sollte bis etwa 25.760 Organs ansteigen, woraufhin Vald ihn korrigiert und sagt, dass 25.760 der Wert sei, den er mit seiner Magie errechnet hatte, nicht mit der von Staz. Als der unbekannte Tote zum Leben erwacht, begrüßt Vlad fröhlich seinen wieder zum Leben erwachten Vater Richard Blood.
Staz und Fuyumi erreichen den Laden, wo sie zufällig Goyle treffen. Staz erkennt ihn als Polizisten, als er seinen Ausweis zeigt, und greift ihn an. Goyle fliegt in den Bereich, in den Staz wollte, woraufhin ihm dieser folgt. Der Ort stellt sich als Rotlichtbezirk heraus und Goyle bekommt einen erneuten Wutanfall, weil er denkt, dass Staz Fuyumi mit übler Absicht dorthin brachte. Goyle kann beide gefangen nehmen, indem er Staz einschlafen lässt und Fuyumi einfriert. Er kontaktiert dann Velos, dass sie ihm eine Kutsche schicken soll. Sie kommt zusammen mit Liz, da es die letzte Kutsche war und sie Liz zu sich nachhause bringen wollte. Da Liz die Verantwortliche für das Gefängnis ist, lässt Goyle ihr die Wahl. Sie muss Staz und Fuyumi einsperren, aber die weitere Verfahrensweise ist ihr überlassen. Liz lässt Fuyumi auftauen und sagt Goyle und Velos, sie sollen Staz einfach in den Kofferraum stopfen, wobei es ihr egal sei, ob sie ihm dafür was brechen müssen, was Velos ein wenig irritiert. Als Goyle und Velos es versuchen, schlägt Liz den Fahrer vom Kutschbock und flieht mit Fuyumi und Staz, welcher sich im Kofferraum befindet. Velos und Goyle verfolgen die Kutsche mit Höchstgeschwindigkeit und es gelingt Liz, die beiden abzuschütteln, weil Staz rausfällt und Goyle und Velos über den Haufen fallen lässt.
Staz bekommt von Velos ein Halsband, das ihn angreift, wenn er seine Magie benutzt, und macht einen Test. Sie verletzt ihn und findet heraus, dass das Halsband nicht auf die regenerativen Fähigkeiten der Vampire reagiert, wodurch sie dann anfängt, Staz zu verhören, indem sie ihn mehrfach schlägt. Liz bringt Fuyumi in den geheimen Raum in Vlads Villa, wo sie nicht nur Vlad antreffen, sondern auch den wiederbelebten Richard, den Liz nicht erkennt, da sie, als er starb, noch zu jung war, um sich an ihn zu erinnern. Goyle ruft über das Handy von Staz an und Vlad beschließt, sich zu stellen, um seinen Bruder zu retten. Vlad und Staz werden von Goyle und Velos verhaftet und zu Daddy Wolf transportiert. Liz und Fuyumi erklären Richard, wie ein Handy funktioniert, und auf die Frage, wer Fuyumi sei, erklärt Liz ihrem Vater, dass Fuyumi die Braut von Staz sei, was diese sofort abstreitet und ihre Beziehung zu Staz nicht erklären kann, da Hydra Heads und Neyn zu Besuch kommen. Im Hof stellen die beiden überrascht fest, dass Richard tatsächlich wieder unter den Lebenden weilt. Neyn ist überglücklich, dass sie Fuyumi wiedersehen kann, und will auch Liz knuddeln, welche das aber nicht möchte. Richard bittet Heads, ihn zum Thronsaal zu bringen, da er dringend mit Daddy Wolf sprechen muss.
Vlad erklärt beim Transport, dass er Staz sehr dankbar sei wegen seiner Magie, und muss sich vor einem wütenden Staz und einer genauso wütenden Velos erklären. Richard und Heads treffen Daddy Wolf im Thronsaal. Dort entbrennt ein kurzer Kampf zwischen Daddy Wolf und Richard. Heads fürchtet, dass es zu großen Schäden kommt, aber es war nur ein kurzes Sparring und Daddy Wolf wollte nur sichergehen, dass es wirklich Richard ist und er immer noch die starke Fähigkeit zur Magieabsorption hat. Diese Fähigkeit ist bei ihm noch stärker ausgeprägt als bei Staz. Er gibt Daddy Wolf die Magie wieder, die er von ihm absorbiert hatte. Goyle, Velos, Staz und Vlad erreichen den Thronsaal und Richard sagt Vlad, dass er froh sei, wieder lebendig zu sein, aber keinerlei Interesse daran habe, wieder den Thron zu besteigen. Als Vlad ihm nach dem Grund fragt, ersticht Richard ihn mit dem Geschichtsschlüssel. Dadurch ist Vlad von allen Verbrechen freigesprochen und Richard ersticht auch den verwirrten Staz.
Staz findet sich in einer seltsamen Welt wieder und sieht dort auch Vlad. In dieser seltsamen Welt treffen sie Onkel History, ein eiförmiger Dämon, welcher ihnen erklärt, dass sie eine Nahtoderfahrung haben und in ihre Körper zurückkehren, sobald er ihnen alles erklärt habe. Währenddessen erklären Richard und Daddy Wolf den Anwesenden, das gleiche was Staz und Vlad von Onkel History erfahren. Onkel History zeigte seinen Gästen, eine Diashow, in der er ihnen erklärt, wo die Magie herkommt. Die Magiekraft der Dämonen entsteht, indem sie den Magiestoff in ihren Körper zirkulieren lassen und so umwandeln und der Magiestoff aus dem großen Tor im Thronsaal strömt. Der Magiestoff waren vorher die Seelen von verstorbenen Menschen. Die Dämonenwelt und die Menschenwelt existieren parallel zueinander und es finden Seelenwanderungen statt. Die Seele eines toten Menschen landet als Magiestoff in der Dämonenwelt und die Magiekraft eines toten Dämons kehrt als Seele in die Menschenwelt zurück. Die Tür dient dabei als eine Art Damm und wurde wegen des explosiven Anwachsens der menschlichen Bevölkerung errichtet, da die vielen Toten dazu führen könnten, dass die Dämonen regelrecht im Magiestoff ersticken, da jeder Dämon nur eine gewisse Kapazität hat und der Überschuss normalerweise ausgestoßen wird, ist die Atmosphäre allerdings übersättigt, erstickt der Dämon.
Dieses Schicksal erlitt der Erste und Stärkste König der Dämonenwelt Grimm Herrschaft, der den ganzen Magiestoff zu sich umleitete und dessen Magiekraft nun hinter der Tür versiegelt ist. Die Magiekraft kann auch ohne Körper weiter existieren, wenn genügend Magiestoff vorhanden ist. Wegen Grimm öffnet sich die Tür alle paar Jahre, und dann muss das Monster besiegt werden. Als dies das letzte Mal passierte, bekämpften es Daddy Wolf und die Eltern von Staz, Vlad und Liz. Sie schafften es, das Monster wieder hinter die Tür zu zwingen, aber Richards Frau ließ dabei ihr Leben und Richard selbst hatte zu viel Magiekraft von Grimm absorbiert und lief Gefahr, von diesem kontrolliert zu werden, weil diese sich in ihm festgesetzt hatte. Er bat Daddy Wolf deshalb, ihn zu töten, um alle zu retten. Dies war auch der Moment in dem Vlad den Raum betrat und Daddy Wolf mit dem Herz seines Vaters in der Hand sah. Die Nahtoderfahrung endet, Vlad und Staz sind zurück und Richard erklärt, dass sie alle brauchen werden, da das Tor sich bald öffnen wird.
In der Zwischenzeit erkennt Franken, dass der vermeintlich tote Akim noch lebt. Dieser trickst Franken aus und lässt ihn mit den Fingern einen Kreis bilden, den er für seine Raummagie benutzt, um sich sein Herz aus Richards Körper zu holen und die gesamte Magiekraft von Richard aufzusaugen, wodurch dieser ein zweites Mal stirbt, aber vorher noch Vlad und Staz die Zukunft anvertraut. Akim erreicht den Thronsaal und ist viel stärker als zuvor. Er verletzt Vlad schwer und tritt Staz weg, da er seine Magie nicht einsetzen kann. Daddy Wolf greift daraufhin Akim an und scheint ihm zuerst überlegen zu sein, bis er den Fehler macht, einen Magieangriff zu benutzen, welcher von Akim aufgesaugt wird, welcher dann die Oberhand gewinnt. Velos nimmt Staz das Halsband ab, der dann Vlad schlägt, um ihn wieder zur Vernunft zu bringen. Akim will Daddy Wolf umbringen, wird aber durch die ankommenden Bell und Wolf davon abgehalten.
Wolf kämpft gegen Akim und scheint ihm überlegen, da er die Kampftipps seiner Mutter und seine neue Technik Charisma verwendet. Mit Charisma ist er in der Lage, Magiekraft anzuziehen, laut Katy ist das für Wolf die perfekte Technik, denn es ist der Zwang zum Nahkampf. Doch dann öffnet sich das Tor und Grimm kommt heraus. Staz versucht das Tor zu schließen, damit das Monster sich langsam auflöst, während Bell und Wolf daran arbeiten, das Monster zu zerteilen, indem Wolf es anzieht und Bell die Magiekraft an Orte schickt, wo kein Magiestoff ist. Kurz bevor sie es schaffen, absorbiert Akim das Monster und kann seine Magie dann materialisieren, genau wie Staz oder auch Vlad. Er zerstört dann mit einem Schlag das Tor. Vlad will mit Staz fliehen, aber Staz will Akim an Ort und Stelle vernichten, indem er seine Magiekraft mit dem vielen Magiestoff auffüllt. Er greift Akim an, wird jedoch von Vlad gerettet.
In Vlads Schloss wacht Staz auf und Liz schließt sich in ihrem Zimmer ein, weil sie denkt, dass Vlad tot ist. Akim ernennt sich live im Fernsehen zum neuen König und erzählt, was passiert ist, und verdeutlicht dies, indem er das Schloss in Schutt und Asche legt und die ganze Dämonenwelt herausfordert. Vlad benutzt seine Magie, um allen mitzuteilen, dass er noch lebt, was Liz sehr freut. Daddy Wolf verabschiedet sich mit Heads und Neyn, während der Rest ins Staz Territorium zurückkehrt, weil derjenige zum neuen König wird, der Akim tötet.
Gruppe Staz macht das Café Third Eye zu ihrem zeitweiligen Hauptquartier und Staz erklärt seinen Plan. Er will zuallererst Informationen sammeln, um Akim zu vernichten. Dazu zeigt er seiner Truppe seine Bibliothek, die ein großer Raum in seinem Hochhaus ist, der bis zur Decke voll mit Regalen voller Mangas ist. Bell glaubt nicht daran, bis Staz anhand der Seelenwanderung, die Richard erklärt hat, beweist, dass die Fiktion der Menschen die Realität der Dämonen ist. Er zeigt ihr einen dämonischen Apfel, der in einem Manga beschrieben wurde, und zeigt, dass eine seiner Eigenschaften, Explodieren beim Abbeißen, real ist. Goyle stellt daraufhin die These auf, dass einige Mangas tatsächlich die Erinnerungen von Dämonen sein könnten, deren Magiekraft als menschliche Seele wiedergeboren wurde. Die Gruppe deckt sich mit Mangas ein und Neyn lässt sie durch Nell beobachten. Neyn ändert auch das Ziel von Team Fearless von Staz zu Akim.
Akim lässt Vlad unter Androhung seines Todes eine tragbare Version des Gerätes zur Magiemessung bauen. Neyn hackt sich in das Überwachungssystem des Palastes, um Vlad zu beobachten. Staz überlegt derweil, wo er Hinweise finden könnte, da er seine gesamte Sammlung schon einmal gelesen hat. Leider braucht Fuyumi wieder Blut und äußert ihre Furcht, dass sie Staz vielleicht irgendwann an die Kehle gehen könnte, wenn der Durst stärker werde. Staz lässt sie ihn beißen und zeigt ihr, dass selbst wenn das passiert, ihr Kiefer nicht stark genug sei, um ihn zu verletzen. Bell schaut durch einen Rahmen zu und wird von Fuyumi entdeckt. Bell hat das Gespräch nicht ganz mitbekommen, deshalb denkt sie, dass Staz und Fuyumi eine körperliche Beziehung haben. Sie fängt an zu schmollen und verlässt die Gruppe. Akim hat derzeit die meisten Herausforderer aus der Welt des Ruhmes besiegt und aus diesen eine Zombiearmee gemacht. Er geht zu Vlad und dieser muss feststellen, dass Akim sich mit neuen Körperteilen ausgestattet hat. Er misst Akims Kraft, welche bei 193.020 Organs liegt, was Akim ein wenig enttäuscht. Er rekrutiert Franken, um aus den vielen Dämonen, die ihm zur Verfügung stehen, eine Tabelle zu erstellen, damit er seinen Körper noch weiter verstärken und seine Magiekapazität maximieren kann.
Gruppe Staz trägt derweil ihre ersten Ergebnisse zusammen. Velos will einen magischen Bass namens Death Resort suchen, mit dem Magie neutralisiert werden kann. Staz’ Idee ist es, einen Megaroboter zu verwenden oder auch die Energie der Dämonenwelt zu sammeln (Anspielung auf die Genkidama aus Dragonball). Wolf schlägt vor zu trainieren, da jeder Mangaheld das tat, bevor er einen Gegner bekämpfte. Vlad kontaktiert die Gruppe und gibt ihnen eine Karte, wo sie den Schlüssel zum Sieg zu finden hoffen. Velos und Goyle suchen Death Resort, während Nell zu Staz' kleiner Truppe stößt. Während Staz, Liz und Fuyumi Vorräte kaufen, erzählt Nell Wolf, dass Bell in Staz verliebt ist. Sie verstauen die Vorräte in Nells Rasterraum und Staz fragt Wolf, was in letzter Zeit mit den Frauen los ist. Er wird von Wolf ausgelacht und Nell fragt Fuyumi nach ihren Gefühlen für Staz, welche sie auf ihre Abhängigkeit von seinem Blut schiebt. In der Zwischenzeit hat Akim Kinder erschaffen. Er nennt sie Kelly Green und Burgundy. Beide sind viel stärker als Staz und Akim schickt sie in die restliche Dämonenwelt, um die Bosse der Territorien zu finden, er macht ein piel daraus und der Sieger ist diejenige, die ihm die besten Teile bringt.
Die Staz-Truppe kommt in der nördlichen Dämonenwelt an, welche vollkommen verwüstet ist. Der Grund ist Burgundy, welche es auf Fuyumi, speziell auf ihre Brüste, abgesehen hat. Staz und Wolf haben keine Chance und können Burgundy, da diese nicht sehr schlau ist, ablenken und verstecken sich im Rasterraum. Kelly kommt dazu um Burgundy zu holen, beide treffen aber einen alten Mann. Staz wird als Vorhut rausgeschickt und sieht wie Kelly und Burgundy von dem Mann regelrecht im Vorbeigehen besiegt werden. Akim ruft Kelly und Burgundy zurück und der alte Mann namens White Step ist ein alter Freund und Kollege von Daddy Wolf und sagt, dass dieser ihn bat, sich um Staz und Wolf zu kümmern. In der Zwischenzeit schließt sich Team Fearless zum Schein Akim an, um den richtigen Moment für ihr Attentat zu finden.
White Step kämpft kurz gegen Staz und Wolf und zeigt ihnen, dass sie keine Chance gegen ihn haben. Er sagt ihnen, er sei ein einfacher Mensch, der sich in seiner Jugend in die Dämonenwelt verirrte und viel trainierte, um unbesiegbar zu werden. Er nimmt Staz und Wolf als Schüler auf, um ihnen die Kunst des Schwächeren zu zeigen. Bei diesem Training dürfen sie nur ausweichen, nicht angreifen und alles und jeder darf aber sie angreifen, was vor allem Liz sehr freut. Bell macht in der Zwischenzeit einen Kurzurlaub mit Katy am Meer und bekommt von ihr Liebesratschläge. Daddy Wolf nimmt Kontakt zu Akim auf und schlägt ihm einen Deal vor. Akim lässt die Dämonenwelt in Ruhe und darf gegen die Schwarze Liste antreten, Dämonen, die so stark und gefährlich sind, dass sie offiziell nicht existieren. Akim wollte die schwarze Liste sowieso haben und verspricht drei Wochen nicht anzugreifen. Die Fraglichen Dämonen befinden sich bereits in Hydra. Auf der schwarzen Liste stehen der schlimmste Schwerverbrecher, der unzählige Dämonen tötete, Stählerne Evil Jack, welcher sich freiwillig einsperren ließ, bis jemand kommt, der ihn töten kann. Der Oni aller Onis, der Chef der Gang Onigashima, welcher über 5.000 Onis stark war, welche alle bewusstlos wurden, als er ihnen etwas vorsang, und sich seitdem tief in den Bergen versteckt, Stein Doji. Der Wächter eines zwanzig Kilometer großen Waldgebiets, den kaum einer je Gesicht bekommt, und jeden tötet, der dem Wald schadet, Elfores Misto. Das vierte Mitglied Patty wurde von der Liste gelöscht, da er in Frieden lebt.
Um aus den drei Einzelkämpfern ein Team zu formen, hat Daddy Wolf seine alten Freunde von den Demon Colors (ein Geheimdienst, den Grimm gründete) rekrutiert. Die Schwarze Liste trainiert in Hydra, während Wolf und Staz langsam Fortschritte machen und Vlad Veränderungen an Akims Verhalten auffallen. Akim erschafft durch eine Explosion eine Kampfarena und White Step wird kurz von Bell entführt. Sie will als Trainerin mit einsteigen und speziell Staz trainieren. White Step gibt ihr einen Trainingsplan und sie setzt ihn bei Patty ab, weil Step sich um ihn sorgt und verhindert, dass er zu dem Berg geht, den Akim sprengte.
Bell trainiert Staz und Wolf, beim Tengu Festival tritt sie gegen Staz an, unter der Bedingung, dass er ihr Sklave wird, wenn sie gewinnt und sie ihm sagt was los ist, wenn er gewinnt. Staz gewinnt und Bell bringt sie beide in einer Schockreaktion zu einem unterirdischen See. Dort gesteht sie Staz ihre Liebe, welcher sie fragt, wieso sie ihn liebe, da er nichts tat, wodurch er ihre Liebe verdient hätte. Bell erkennt, dass sie Staz wegen Fuyumi liebt, und wenn er Fuyumi ihretwegen verlässt, würde sie ihn hassen. Sie söhnen sich aus, und Bell liebt ihn weiterhin.
Beim weiteren Training meistern Wolf und Staz das Lesen von Gegnern und sollen dann mit schweren Anzügen zu ihrem ursprünglichen Ziel wandern. Burgundy landet durch Zufall bei Patty und White Step und lebt eine Weile bei ihnen. Step nutzt diese Chance, um ihre Schwächen zu finden. Akim erschafft in der Zwischenzeit ein weiteres Kind namens Amber und Vlad merkt wie Akim immer mehr zum Monster wird, da dessen Magiewert inzwischen bei 269.200 liegt. Beim Training in der Wildnis braucht Fuyumi wieder Blut und Staz wird fast durch ein Wildschwein getötet, weil er keine Magie benutzen darf. Liz tötet das Schwein und Staz erkennt, wie es ist, der Schwächere zu sein. Vlad will mithilfe von Siams Fähigkeiten herausfinden, was mit Akim los ist und findet heraus, dass Grimm ihn immer mehr einnimmt.
Velos und Goyle finden schließlich Death Resort, welchen sie aber erst von einem Territorialboss holen müssen, welcher diesen dessen Besitzer gestohlen hat. Als sie den Bass haben, erklärt der Besitzer, dass er ihn selbst gemacht hat, da er ein Fan des Mangas, in dem er den gesehen hat, ist. Velos behält den Bass und sie und Goyle wollen zu Team Staz stoßen. Bell lässt die beiden allerdings nach Hydra bringen. Akim und Vlad unterhalten sich und Akim bittet Vlad ihn zu töten, da er als Akim und nicht als Grimm sterben will. Er verrät ihm, dass sein Herz der Motor ist, durch den er Magiekraft erzeugen kann. Vlad will ihm ein Gift brauen, da er sieht, dass Grimm schon fast die gesamte Kontrolle hat. Als Vlad gehen will, übermannt Grimm Akim und sagt Vlad, er werde das Gift nehmen, um zu sehen, was passiert.
Fünf Tage vor dem Showdown beträgt Akims Magie 586.900 und Kelly schließt sich heimlich Vlad an. Vlad kann kein Gift herstellen, das stark genug wäre, und findet dann die Lösung in seinem Blut, das er nach Belieben kontrollieren kann. Staz und Wolf erreichen das Haus von Patty und White Step erlaubt ihnen, gegen Burgundy zu kämpfen. Da ihre Magie abgenommen hat, können Staz und Wolf sie schnell besiegen, aber Patty geht dazwischen. Er hat volle Kontrolle über seine Monsterform und entführt Burgundy. In Hydra schließt sich Velos mit ihrer Band und Doji zusammen, wodurch dieser herausfindet, wie er seine Verbündeten mit seinem Gesang stärken kann, Neyn bringt Jacks wahre Persönlichkeit ans Licht, wodurch Misto und Jack Freunde werden und die schwarze Liste kann das Maximum aus ihrer Kraft holen. Während Patty und Burgundy im Verbogenen sind, erschafft Grimm eine Armee nach dem gleichen Prinzip, wie er auch Kelly, Burgundy und Amber erschaffen hat.
Am Tag des Showdowns sind alle bereit, Daddy Wolf erklärt White Step und Team Staz den Plan von Vlad. Grimm trifft in der Arena ein, tausende Dämonen haben sich um die Arena versammelt und Grimms Armee umzingelte diese. Wenn jemand am Kampf teilnehmen will, muss er erst einen von ihnen besiegen. Jack, Doji und Misto besiegen mit Leichtigkeit einen Wächter und der Kampf beginnt. Grimm trinkt das Gift und Vlad beginnt mit Siam und Roy die Suche nach Grimms Herz. Jack besiegt Amber, Grimms stärkste Schöpfung, und kann seinen Berserker Lurk endlich kontrollieren. Misto kämpft gegen Kelly und Doji unterstützt seine Freunde mit seinem Gesang und Velos Band. Grimm in den Kampf eingreift, kommen auch Patty und Burgundy dazu, Patty will Grimm zur Vernunft bringen, was allerdings unmöglich ist und Burgundy überzeugt Kelly, dass dies nicht richtig ist. Grimm tötet daraufhin Amber und will dann Kelly töten. Siam geht dazwischen, weil Vlad das Herz hat. Mit seinem Blut entreißt er es Grimm und bewahrt es in seinem eigenen Körper auf. Grimm dreht durch und Bell bringt Team Staz, mit Ausnahme von Liz und Fuyumi, zur Arena, wo sie Vlad einsammeln und eine Verfolgungsjagd beginnt, bei der Grimm seine Magie verbrauchen soll. Grimm nimmt seine wahre Gestalt an, ein riesiges Monster mit viel Armen, Beinen und Augen, das zum Großteil aus Magie besteht, während Heads die anderen nach Hydra holt für den nächsten Schritt.
Grimm verfolgt Vlad mit Raummagie und Bell öffnet ihnen immer neue Wege, um durch die ganze Dämonenwelt zu fliehen. Daddy lässt via TV eine Nachricht an alle Dämonen ausstrahlen, sich zu erheben und Grimm zu vernichten. Diesem Aufruf folgen alle und die nach Hydra Transportierten beginnen mit Angriffen aus allen Winkeln auf Grimm. Liz ruft Staz an, weil sie sich sorgt, und Fuyumi spricht kurz mit Staz. Liz meldet dann, dass Fuyumi anfängt zu verschwinden, woraufhin Staz von Bell zu Fuyumi geschickt wird. Grimm hatte einen Teil seiner Magie an Staz geheftet und schickt ihm dreißig Prozent seiner Magie hinterher, um Staz als Geisel zu nehmen. Er erkennt in Liz doch die bessere Geisel und will, dass Liz mitkommt, dafür lässt er Staz und Fuyumi am Leben. Liz geht darauf ein und wird Grimms Geisel. Staz erkennt wie schwach er war und Fuyumi und Liz kaum beschützen konnte.
Grimm zwingt Vlad dazu, sich ihm zu ergeben, da er sonst Liz tötet. Währenddessen versucht Fuyumi Staz zu ermutigen und er hat eine Idee. Er küsst Fuyumi und überträgt ihr seine ganze Magie. Vlad schickt Bell und Wolf zu Staz und Fuyumi. Sie bringen den vermeintlich toten Staz und die wieder verschwindende Fuyumi nach Hydra, wo Franken wartet. In Fuyumis Gedankenwelt erklärt Staz seinen Plan. Ihm ist die besondere Fähigkeit der Geister eingefallen, von der Wolf ihm erzählte, als Fuyumi sich selbst als Geist bezeichnete.
In Frankens Labor ist Fuyumis Körper wieder komplett, weil Staz die Kontrolle übernahm und nun mit Fuyumi koexistiert, was sie zu einer Hybride macht. Er will Frankens Plan umsetzen, den er mit Fuyumi hatte. Bell will wissen, ob Staz in seinen Körper zurück kann, Franken sagt, dass dies für Vlad ein leichtes sei und Staz muss widerwillig eingestehen, dass er Vlad wohl retten muss. Staz nutzt die Koexistenzfähigkeit der Geister und seine Magieabsorption, um sich erst das Charisma von Wolf und dann die Raummagie von Bell, sowie deren Bewusstsein einzuverleiben. Er hat in Fuyumis Gedankenwelt für sich und Fuyumi eine mechartige Pilotenkanzel erschaffen, und Bell und Wolf, ins HQ geschickt, was beide sehr seltsam finden. Franken merkt auch ohne Messgerät, dass Dämonen-Fuyumi schon weit mehr als 100.000 Organs Magie hat.
Staz lässt alle, die sich noch in Hydra befinden, Team Fearless, Daddy Wolf, Kelly, Burgundy, White Step und Neyn, versammeln und saugt allen bis auf Neyn und White Step die Magie aus. Die Raummagie von Bell braucht durch die enorme Verstärkung in Dämonen-Fuyumis Körper keinen Rahmen mehr und Staz kann mit Leichtigkeit Vlad und Liz vor Grimm retten, bevor er sich ihm entgegenstellt. Vor Ort absorbiert er noch die Magie der schwarzen Liste, die von Velos und von Goyle. Im Verlauf des Kampfes lockt Staz Grimm fort und nutzt Goyles Magie, um alle Dämonen der Dämonenwelt als Ziel zu markieren und mit seiner Magieabsorption so viel Magie wie möglich zu entziehen und Grimm zu provozieren den nächsten Angriff abzufangen, wie dieser es ankündigte.

## Charaktere

### Staz Charlie Blood
Staz ist der Hauptcharakter von Blood Lad. Er gehört zu adligen Dämonenrasse der Vampire und ist ein Otaku. Er lebt, trotz seiner Abstammung, in der östlichen Dämonenwelt, wo er ein riesiges Territorium beherrscht. Er hat schwarzes Haar, rote Augen und scheint siebzehn bis neunzehn Jahre alt zu sein. Er verbringt seine Tage mit: Manga lesen, Anime gucken und Computerspiele spielen. Er liebt alles was aus der Menschenwelt kommt, vor allem aus Japan und bewundert Son Goku aus Dragon Ball. Er hat nicht die bekannten Schwächen der Vampire wie Kreuze, Knoblauch etc. Seine einzige bekannte Schwäche ist Silber, welches seine regenerativen Fähigkeiten schwächt. Als das Menschenmädchen Fuyumi Yanagi sich in die Dämonenwelt verirrt, bringen Staz Leute sie zu ihm. Er verliebt sich sofort in sie und findet es großartig, dass sie aus Japan stammt. Er schwört, sie wiederzubeleben, als sie durch seine Unachtsamkeit zum Geist wird. Seit einem Ausflug in die Menschenwelt versorgt er Fuyumi mit Blut. Seine Magie ist anfangs noch durch eine Kugel im Herzen versiegelt, wodurch er nur ein Minimum seiner Magie nutzen kann. Diese wird später entfernt, wodurch er sein volles Potential nutzen kann. Seine Magie hat die Form einer Hand und er ist, wie alle Vampire, in der Lage, die Magiekraft seiner Feinde zu absorbieren. Diese Fähigkeit scheint bei ihm stärker ausgeprägt zu sein, als bei anderen Vampiren, da er auch in der Lage ist, durch seine Magie die Magiekraft seiner Gegner direkt auszusaugen. Seine Familie besteht aus seinem verhassten großen Bruder Vlad, seiner jüngeren Schwester Liz und seinem verstorbenen Vater Richard. Sein bester Freund ist der Werwolfs-Mischling Wolf, welcher im Westen herrscht. Seine Magie liegt bei 36.400 Organs.

### Fuyumi Yanagi
Fuyumi Yanagi ist eine siebzehnjährige japanische Schülerin, welche sich durch Zufall in die Dämonenwelt verirrt hat. Sie hat schwarzes Haar, dunkelblaue Augen und einen großen Vorbau. Sie ist eine gute Schülerin und kennt einige Mangas und Spiele. Sie hat anfangs Angst vor Staz, aber diese verfliegt sofort, als sie sich unterhalten und er Dinge von ihr wissen will wie: Neuste Spielekonsolen, Manga-Fortsetzungen und wie viele Teile eins von Stazs Lieblingsspielen (Final Fantasy) inzwischen hat. Sie wird von einer fleischfressenden Pflanze gefressen, welche einem Verkäufer gehört, der Staz' Territorium übernehmen will. Sie ist daraufhin ein Geist und ihre physische Erscheinung bleibt die gleiche, der einzige Unterschied ist ein dreieckiger Wimpel, welcher fortan an ihrer Stirn hängt. Sie ist auf das Blut von Staz angewiesen, seitdem sie bei einem Ausflug in die Menschenwelt fast verschwunden wäre. Wenn sie nicht in bestimmten Abständen sein Blut trinkt, löst sie sich auf und würde im Nichts verschwinden. Durch ihre fröhliche Persönlichkeit freundet sie sich sehr schnell mit Liz, Bell, Wolf, Nell und Mamejiro an, wobei sie Liz wie eine kleine Schwester behandelt. Ihre Mutter war der Doppelgänger von Neyn, wodurch sie und Bell so etwas wie Halbschwestern sind. Sie ist sich ihrer Gefühle für Staz nicht sicher, da sie diese auf ihre Abhängigkeit von seinem Blut schiebt. Als Geist hat sie die Fähigkeit zur Koexistenz mit anderer Magie, wodurch sie laut Frankenstein zu einer Hybride werden kann. Ihre Magie liegt bei 50 Organs.

### Wolf
Wolf ist ein Werwolf und der beste Freund von Staz. Er beherrscht die westliche Dämonenwelt. Er ist körperlich sehr stark, hat keinen Orientierungssinn und ist ein starker Anführer. Er ist immer ein wenig im Wettstreit mit Staz, da er es nie schaffte, diesen zu besiegen, selbst als dessen Magie noch versiegelt war. Er ist der Sohn von Daddy Wolf und Katy (Dämon unbekannter Spezies). Wolf kann sich für maximal drei Minuten in einen Werwolf verwandeln, da er kein reinrassiger Werwolf, sondern ein Mischling ist. Er lernt später von Katy, wie er die Magie, welche er von ihr ererbte kontrollieren kann. Mit dieser Magie, genannt Charisma, ist er in der Lage, Magiekraft wie ein Magnet anzuziehen und somit auch seine Gegner, wodurch er sie zum Nahkampf zwingt. Seine Magie liegt bei 19.800 Organs.

### Hydrabell
Hydrabell, kurz Bell, für Freunde ist eine junge Raummagierin und die Tochter von Hydra Heads und Neyn. Sie ist Fuyumis Halbschwester und die ältere Schwester von Nell. Sie hat blondes Haar, grüne Augen und einen großen Vorbau. Sie ist eine Schatzjägerin und liebt es, Geheimnisse zu erforschen, weshalb sie ihre Magie vor allem für die Schatzsuche einsetzt. Sie ist die Besitzerin des Schwarzen Vorhangs durch welchen Fuyumi in die Dämonenwelt kam. Sie hat keine Kontrolle mehr über den schwarzen Vorhang und denkt, jemand habe ihr diesen Teil ihrer Magie gestohlen. Sie will den Dieb finden und heiraten. Anfangs legt sie Staz rein, damit er gegen Wolf boxt. So wollte sie feststellen, ob er der Dieb war. Sie fängt an sich für zu interessieren, da sie merkt, dass er viel mehr Kraft hat, aber seine Magie nur tropfenweise herauskommt. Diese Gefühle werden stärker, als sie seine volle Kraft (nachdem die Kugel durch Vlad entfernt wurde) beim Kampf gegen Akim sieht. Sie verliebt sich kurz darauf in Staz und will, dass er Fuyumi aufgibt. Später merkt sie, dass sie Staz liebt, weil er für Fuyumi ein Held ist, und dass sie ihn hassen würde, sollte er Fuyumi für sie sitzen lassen. Mit ihrer Magie verbindet sie zwei Räume und kann beliebig zwischen diesen Reisen, mit dem Schwarzen Vorhang kann sie die Dämonenwelt und die Menschenwelt verbinden. Materialisiert sie ihre Magie, entsteht ein Würfel, in dem sie sich frei bewegen kann, im Kampf benutzt sie auch gerne eine Pistole. Ihre Magie liegt bei 26.900 Organs.

### Vlad D. Blood
Vlad ist ein adliger Vampir und der ältere Bruder von Staz und Liz. Er trägt eine Brille und einen schwarzen Mantel, welcher seinem Vater gehörte. Er verbringt viel Zeit mit der Forschung und setzte Staz' Potential schon als Kind frei. Er schoss Staz eine Kugel ins Herz, da dessen Körper damals noch nicht stark genug war, um diese Kraft auszuhalten. Er ist sehr intelligent und als Wissenschaftler auf vielen Gebieten bewandert. So weiß er wie man einen Geist wieder in einen Menschen verwandelt und schrieb darüber auch das Buch der Wiederbelebung welches allerdings so verschlüsselt ist, dass nur er es lesen kann. Er ist auch ein Gentleman und weiß wie man sich benimmt und macht Leuten auch Komplimente, wenn er dies für angebracht hält, so machte er ein Kompliment für dessen Brille, nachdem dieser Vlads Brille bewunderte. Vlad bleibt meist im Verborgenen und zieht aus dem Hintergrund die Fäden. Er hasst Daddy Wolf, da er diesen für den Mörder seines Vaters hält. Er brachte Pantomimes Körper zu Frankenstein, wodurch dieser Akim erschaffen konnte. Nachdem Staz Akim besiegt und Liz Frankenstein und Akim ins Gefängnis sperrte, benutzte Vlad Akims Herz und Magie von Staz, um mit Hilfe von Franken seinen Vater Richard Blood wiederzubeleben. Akim zwingt ihn später dazu, ihm zu helfen, da er sonst sterben würde. Seine Magie hat die Form von fünf Schwertern. Neben der Fähigkeit zur Regeneration und Magieabsorption, die alle Vampire besitzen, hat er eine Spezialmagie namens Bloodstakler, mit welcher er sein Blut fernsteuern kann. Seine Magie liegt bei 25.760 Organs.

### Liz T. Blood
Liz ist die jüngere Schwester von Staz und Vlad und die Verantwortliche für das Gefängnis der Dämonenweltakropolis, welches deshalb auch Liz Spielkiste genannt wird. Sie hat rote Haare und rote Augen und trägt meist eine Rüstung und eine Maske. Sie liebt Süßigkeiten und niedliche Stofftiere. In ihrem Zimmer hat sie eine riesige Maskensammlung, welche sie immer erweitert. Sie hasste Staz anfangs, weil Vlad seinetwegen keine Zeit für sie hatte, und deshalb war sie einsam. Sie ändert ihre Meinung allerdings schnell, was vor allem an Fuyumi liegt. Sie fängt an, sich für Animes zu interessieren, nachdem Staz ihr den Film: Das Schloss im Himmel zeigte. Sie sieht in Fuyumi eine große Schwester und liebt ihre Reisomeletts. Obwohl sie ihre Meinung über Staz geändert hat, behandelt sie ihn nicht sehr gut und schlägt ihn oft. Ihre Magie hat die Form von zwei Äxten, neben der Regeneration und der Absorption der Vampire hat sie auch die Fähigkeit, eine Art der Raummagie in Form einer Axt zu nutzen, mit der sie jeden von überall ins Gefängnis schicken kann. Ihre Magie liegt bei 9.700 Organs.

### Hydra Heads
Heads ist der Herrscher des Subraumes Hydra und der Ehemann von Neyn und Vater von Bell und Nell. Er hat blondes Haar und hat eine locker entspannte Persönlichkeit. So trägt er meistens einen Pyjama mit der Aufschrift I Heart Neyn und Sandalen, laut Eigenaussage trägt er dieses Outfit seit seiner Hochzeit. Ihm fehlt ein wenig der Respekt vor der Privatsphäre anderer, so überraschte er Bell beim Duschen, weil jemand sein Eis gegessen hatte, oder machte Fotos der schlafenden Neyn; wird er erwischt, darf der Geschädigte ihn anmalen. Er beherrscht die mitunter stärkste Raummagie und scheint den Subraum Hydra sogar erschaffen zu haben. Er besitzt die Fähigkeit, sich in eine dreiköpfige Hydra mit Flügeln zu verwandeln. Er fühlt sich in kleinen Räumen sehr wohl, obwohl er Räume beliebiger Größe erschaffen kann. Wie Staz liebt er auch Spiele und legte diesen herein, damit Staz schwört, Fuyumis Blut nur mit Fuyumis Erlaubnis zu trinken und Hydra nur mit Fuyumis Einverständnis verlässt. Trotz seiner Entspanntheit kann er sehr ernsthaft sein. Der Einzige, den er je gefürchtet hat, war Fuyumis Vater, da dessen Opferbereitschaft ihn sehr beeindruckte und Fuyumis Vater als Mensch sogar ihm drohte, sollte er Neyn jemals traurig machen. Er setzt großes Vertrauen in Staz und vertraut ihm Fuyumi und deren Sicherheit an. Es scheint, dass er ein persönlicher Freund von Richard und Daddy Wolf ist.

### Neyn
Neyn ist sowohl die Mutter von Bell und Nell, als auch die von Fuyumi. Bei einem Ausflug mit Bell in die Menschenwelt traf sie Fuyumis Mutter. Da beide der Doppelgänger der jeweils anderen waren, verschmolzen sie beim Aufeinandertreffen zu einer Existenz, seitdem ist sie halbdämonisch. Fuyumis Vater hat sie gehen lassen, weil er beschloss, Fuyumi vor den Dämonen zu schützen, indem er sie alleine großzieht. Als sie erfuhr, dass Fuyumi in der Dämonenwelt ist und ein Geist, lässt sie sie von Nell entführen und wollte sie nicht gehen lassen. Das ging sogar so weit, dass sie das Team Fearless anheuerte, um Staz zu töten und ihr Fuyumi zurückzubringen. Da sie auch Fuyumis Mutter ist, empfand Staz eine ähnliche Anziehung zu ihr, wie bei seinem ersten Treffen mit Fuyumi als diese noch lebendig war. Sie ist eine Überwachungsspezialistin und eine Freundin von Vlad. Sie half ihm bis zu einem gewissen Maß bei dessen Plan. Sie hat eine hohe Toleranz gegen Alkohol und kann große Mengen Wein trinken, bei denen andere bereits ins Koma fallen würden. Neyn war diejenige, die dafür sorgte, dass die Schwarze Liste zusammenarbeiten konnte.

### Daddy Wolf
Daddy Wolf ist der König der Dämonenwelt und einer der stärksten Dämonen von allen. Er ist ein reinrassiger Werwolf und der Vater von Wolf. Er gehörte zum Dämonen-Geheimdienst Demon Colors und trug den Codenamen Red Wolf. Er folgte Richard auf den Thron, indem er diesen auf dessen Bitte hin tötete, indem er ihm das Herz aus der Brust riss, was Vlad durch Zufall mit ansehen musste. Er sorgt sich um das Tor, hinter welchem Grimm eingesperrt ist, und mobilisiert alles und jeden, um zum Zeitpunkt der Toröffnung bereit zu sein. Er mobilisierte White Step, um Staz und Wolf zu trainieren und ließ die Schwarze Liste nach Hydra bringen als Akim die Macht übernahm. Er ist ein persönlicher Freund von Hydra Heads und Richard.

### Richard Blood
Richard ist der Vater von Liz, Staz und Vlad. Er ist der ehemalige König der Dämonenwelt. Als sich das Tor vor zehn Jahren zuletzt öffnete, hat er zusammen mit seiner Frau und Daddy Wolf das Monster bekämpft. Als seine Frau beim Kampf starb und er selbst Gefahr lief, wegen der absorbierten Magie von Grimm übernommen zu werden, bat er Daddy Wolf, ihn zu töten und der neue König zu werden. Vlad belebte ihn mit Akims Herz und Staz' Magie wieder. Er erzählte allen, was damals passierte, und wurde von Akim getötet, bevor das Tor sich öffnete. Seine Magie hat die Form von zwei Kiefern mit gezackten Zähnen, seine Fähigkeit zur Absorption scheint die bisher stärkste zu sein, da er sogar Magie Attacken vollständig absorbieren kann und diese Magie bei Bedarf dessen Besitzer zurückzugeben. Er war ein persönlicher Freund von Hydra Heads und Daddy Wolf.

### Frankenstein
Franken (Anspielung auf die berühmte Romanfigur Viktor Frankenstein) ist ein verrückt genialer Wissenschaftler in der westlichen Dämonenwelt. Seine Vorfahren schufen Leben aus der Kombination von Leichenteilen, auf diese Art und Weise schuf er Akim. Nachdem Akim die Macht übernommen hatte, war er gezwungen, ihm zu helfen.

### Akim Papladon
Akim ist ein Dämon ohne festen Körper. Er hat einen Körper aus vielen unterschiedlichen Körperteilen von unterschiedlichen Dämonen, er selbst ist nur ein Phantom, welches den Körper durch Magie bewegt. Für ihn ist Kraft Schönheit und ist deshalb nach der Suche nach möglichst starken Körperteilen. Er konnte erst existieren, als Franken Pantomimes Körper und dessen Fähigkeit zum Kopieren von Magie hatte, um alles zusammenzuhalten. So hat er auch Raummagie, welche Pantomime von Heads kopierte. Akim kann auch den schwarzen Vorhang steuern, weiß dies aber nicht. Sein Herz war der Schlüssel um Richard wiederzubeleben. Später tötete er Richard, holte sein Herz zurück und übernahm alle Fähigkeiten von Richard. Kurz darauf absorbierte er die Magie von Grimm Herrschaft und erklärte sich selbst zum König. Er zerstörte das Tor und den Palast und zwingt Vlad und Franken, ihm zu helfen, immer stärker zu werden, indem er mit besseren Körperteilen seine Kapazität steigert. Später erschafft er seine Kinder Kelly Green, Burgundy und Amber. Er wird immer mehr von Grimms Persönlichkeit übernommen und am Ende ganz verschlungen, wodurch Grimm die Kontrolle über Akims Körper übernimmt.

### Grimm Herrschaft
Grimm Herrschaft war der erste König und vermutlich stärkste König der Dämonenwelt. Er ist ein Dämon unbekannter Spezies. Er hat helles, stacheliges Haar und eine teilweise gewalttätige Persönlichkeit. Er ist teilweise berechnend und tötet alle, die in seinen Augen schwach und nutzlos sind. Seit seiner Geburt fühlte er sich nie wirklich voll, da seine Kapazitäten einfach zu groß waren. Da er, im Gegensatz zu den Vampiren, nicht die Fähigkeit zur Absorption von Magiekraft hat, bestand seine einzige Möglichkeit, um schnell an Magiekraft zu kommen und diese zu absorbieren, darin, andere Dämonen zu jagen, zu töten und zu verspeisen. Dadurch wurde er schnell zum stärksten Dämon von allen und wurde dann zum König ernannt. Er gründete den, dem König unterstellten, Geheimdienst Demon Colors deren Mitglieder nach Farben benannt sind. Er zwang seine Untertanen dazu, ihm etwas von ihrer Magiekraft abzugeben und alle die sich weigerten wurden von ihm verspeist. In seinem Bestreben danach, endlich das Maximum seiner Magiekraft zu erreichen, ließ er eine Wand dort errichten, wo der Magiestoff in die Dämonenwelt gelangt, um diesen zu kanalisieren und auf sich selbst umzuleiten. Dies resultierte in seinem Tod, da er zu viel aufnahm und deshalb regelrecht im Magiestoff erstickte. Sein Bewusstsein überlebte zusammen mit seiner Magiekraft, da die Atmosphäre mit genug Magiestoff angereichert war. Diese Magiekraft wird später von Akim aufgenommen und Grimm verschlingt langsam Akims Bewusstsein, bis er diesen wenige Tage vor dem Showdown vollständig übernimmt. Er rastet vollkommen aus und wird zu einem riesigen Monster, welches vollständig aus Magiekraft besteht als Vlad ihm sein Herz stiehlt.

## Veröffentlichung
Der Manga von Yūki Kodama lief von Vol. 3/2009 vom 4. September 2009 bis Ausgabe 10/2016 vom 3. September 2016 in Kadokawa Shotens Magazin Young Ace. Die Kapitel wurden in 17 Sammelbänden zusammengefasst. Bis September 2012 verkauften sich die ersten sieben Bände mehr als 800.000-mal, was auf 1,8 Millionen Exemplare bis März 2015 anstieg.
Es entstanden zwei Spin-offs im Yonkoma-Format, die von Kanato Yoshino gezeichnet werden. Der erste, Buratto Buradora (ぶらっと★ブラドラ für „Brat Blood Lad“), erschien im Magazin Altima Ace von den Ausgaben Vol. 1/2011 (18. Oktober 2011) bis Vol. 5/2012 (18. Juni 2012) und am 4. September 2012 als Sammelband (ISBN 978-4-04-120406-1). Der zweite Manga wurde im Magazin 4-koma nano Ace von Vol. 19/2012 (9. November 2012) bis 7/2013 (7. Juni 2013) als Buraddo Buradora 4-koma (ぶらっど★ブラドラ4コマ) mit einem Sonderkapitel in der Young Ace 8/2013 (4. Juli 2013) veröffentlicht. Der Sammelband erschien unter dem abweichenden Titel Buraburatto Buradora (ぶらぶらっと★ブラドラ) am 4. Juli 2013 (ISBN 978-4-04-120772-7).
Auf Deutsch erschien der Manga von April 2012 bis Juni 2017 bei Tokyopop, wobei die Erstauflagen jeweils einen Farbschnitt besaßen. Im Juli 2013 erschien zudem eine Box mit den ersten fünf Bänden mit Farbschnitt. Seit Februar 2024 veröffentlicht der Verlag die Reihe als Blood Lad Extreme in Doppelbänden; bisher sind sieben von acht geplanten Bänden erschienen (Stand August 2025). Tokyopop lizenzierte auch Buratto Buradora, der am 17. Juni 2013 als Blood Lad Brat veröffentlicht wurde, sowie Buraburatto Buradora am 12. Mai 2014 als zweiter Band von Blood Lad Brat.

## Adaptionen

### Roman
Basierend auf dem Manga und in Zusammenarbeit mit dem Produktionsstab des Manga schrieb Kei Yasaka einen gleichnamigen Roman, der am 1. Juli 2013 (ISBN 978-4-04-100933-8) beim Imprint Kadokawa Sneaker Bunko erschien. Dieser umfasst die Handlung der ersten vier Bände bzw. der ersten sechs Animefolgen.
Für den deutschsprachigen Raum wurde der Roman ebenfalls von Tokyopop lizenziert und wurde am 15. September 2014 (ISBN 978-3-8420-1026-0) veröffentlicht.

### Anime
Das Animationsstudio Brain’s Base adaptierte den Manga als Animeserie unter der Regie von Shigeyuki Miya, assistiert von Tomoya Tanaka. Das Character Design stammt von Kenji Fujisaki, der auch die Animationsleitung innehat. Die Serie hatte ihre Erstausstrahlung vom 8. Juli bis zum 9. September 2013 kurz nach Mitternacht (und damit am vorigen Fernsehtag) auf TV Saitama und TV Kanagawa. Mit bis zu einer Woche Versatz folgten Tokyo MX, Sun TV, TVQ Kyūshū, Gifu Hōsō, Mie TV, Chiba TV und per Satellit auf BS11. Mit zehn Folgen ist die Serie vergleichsweise kurz und deckt die ersten sechs Manga-Bände ab. Die OVA-Episode deckt zusätzlich die ersten drei Kapitel des siebten Manga-Bandes ab.
Der Anime wurde in den USA von Viz Media lizenziert und in Deutschland von Nipponart. Der Free-TV-Sender ProSieben Maxx strahlte die Serie vom 1. Oktober bis zum 3. Dezember 2014 wöchentlich im Nachtprogramm aus.

#### Synchronisation
| Rolle              | Japanischer Sprecher (Seiyū) | Deutscher Sprecher      |
| ------------------ | ---------------------------- | ----------------------- |
| Staz Charlie Blood | Ryōta Ōsaka                  | Tobias John von Freyend |
| Fuyumi Yanagi      | Iori Nomizu                  | Katharina Iacobescu     |
| Bell Hydra         | Bridcutt Sarah Emi           | Shandra Schadt          |
| Wolf               | Takuma Terashima             | Patrick Roche           |
| Vlad D. Blood      | Ryōhei Kimura                | Julian Manuel           |
| Liz T. Blood       | Yūka Nanri                   | Rieke Werner            |

#### Musik
Die Musik zur Serie stammt von Yūki Hayashi.
Der Vorspanntitel ViViD wurde von Hiroyuki Akita komponiert, von Shōko Fujibayashi getextet und von May’n gesungen. Die Single dazu wurde am 24. Juli 2013 veröffentlicht, die Platz 19 der Oricon-Charts erreichte. Der Abspanntitel Bloody Holic wiederum wurde von Yūsuke Katō komponiert, von Miho Karasawa getextet und von Yūka Nanri gesungen.